# Jönköping Student Union
Jönköping Student Union (tidigare Jönköpings Studentkår) är studentkår och centralorganisation för studentlivet vid Högskolan i Jönköping. Kåren är medlem i Sveriges förenade studentkårer. För att studera vid någon av skolans fackhögskolor krävs medlemskap i studentkåren.
Organisationens verksamhet är uppdelad i tre delar, student-facklig verksamhet (representation av studenter, försvarande av studenters rättigheter, nationell representation och samverkan samt förhandling för att främja studenterna), studie-social verksamhet (koordinering av föreningsliv etc.) och självfinansierade serviceverksamheter så som student-restauranger, studentklubbar och fik.
Studerandeföreningarna vid Höskolan i Jönköping fungerar i mångt och mycket som små studentkårer och är överlag oberoende organisationer. De får dock sin auktoritet och ställning som officiell studentrepresentant genom ett kontrakt med Jönköping Student Union som delegerar ansvaret för fackhögskolespecifika ärenden till studerandeföreningen. De officiella studerandeföreningarna är:
- Hälsosektion (Hälso)
- Högskoleingenjörernas Teknologkår (HI TECH)
- JIBS Student Association (JSA)
- Lärande och Kommunikation (LOK)

## Historia
Jönköping Student Union använde namnet Jönköpings Studentkår fram till 2017.[källa behövs] Namnet har dock tagits ur bruk av styrelsen,[källa behövs] även om det fortfarande är det juridiska namnet för organisationen. Det officiella organisationsspråket är sedan 2018 brittisk engelska. Tidigare endast engelska.

### Studentpolitik

#### 2000-talet: E4:an
Under sena 2000-talet hade studentkåren ett nära samarbete via E4:an tillsammans med  Mälardalens och Södertörns Studentkårer SöderS. Fram till 2007 var även Studentkåren Malmö med i detta samarbete. Man samarbetade bland annat för inflytande i SFS. Under 2010-talet har dock Jönköping Student Union strävat efter att vara en självständig studentkår och fokusera på att representera sina egna medlemmar.

#### 2010-talet: Oberoende
Under 2010-talet har Jönköping Student Union strävat efter att vara en oberoende aktör inom bland annat SFS. Man försöker också hålla organisationen partipolitiskt och religiöst oberoende. Alla representanter för organisationen har ett krav på sig att främst företräda medlemmarna och hålla personliga åsikter åt sidan i officiella sammanhang med JSU.
Det samtida studentpolitiska arbetet bedrivs av styrelsekommittén JSU-NAC. En återkommande samarbetspartners är Malmö Studentkår, främst i internationaliseringsfrågor. I övrigt bedrivs återkommande forum, som kallas JSU-NAC Spring Forum samt JSU-NAC Autumn Forum. Dessa har tagit över från de tidigare E4-mötena som anordnades i samarbete med E4-gruppen.

### Tidigare verksamheter
SPJ var en studerandeförening för lärarstudenter och studenter vid fristående kurser på Högskolan för lärande och kommunikation som gick ihop med INFO och bildade LOK.[källa behövs]
INFO var en studerandeförening för studenter på MKV, Personalprogrammet och Internationellt arbete vid Högskolan för lärande och kommunikation som gick ihop med SPJ och bildade LOK.[källa behövs]
KårsOrdet var Jönköping Student Unions officiella kårtidning. Tidningen kom från och med 2011 att publiceras i Metro Student Magazine. I och med att Metro Student Magazine lades ner under mitten av 2010-talet lades även kårtidningen vid Jönköping Student Union ner.[källa behövs]

## Demokratiarbete

### JSU Board (styrelsen)
Jönköping Student Unions styrelse heter JSU Board och består av 11 ledamöter samt ett obestämt antal ersättare. Ersättare ersätter en specifik ledamot. Ordförande och vice ordförande väljs på ett år och fakultetsrepresentanter på två år och övriga på tre år. Verksamhetsåret går från 1 juli till 30 juni.

### Styrelsekommittéer

#### JSU National Advocacy Committee
JSU National Advocacy Committee är studentkårens utskott för nationella samarbeten och studentpolitik. Den agerar delegation mot SFS.

## Studentliv
Studentkårens studiesociala verksamhet kallas internt för projektverksamhet.

### Kick off
Insparken vid Högskolan i Jönköping kallas för Kick-off och är en av de bästa i Europa[källa behövs]. Kick-offen var även en av de första insparkarna i Sverige att bli IQ-certifierade av systembolaget och ett aktivt arbete sker varje år för att skapa en god alkoholkultur på högskolan Detta är en för studentkåren viktig fråga då kåren var på väg att förlora alkoholtillståndet under tidigt 2000-tal på grund av sin osunda alkoholkultur.[källa behövs]

### Studiesociala föreningar
JSU har officiella samarbetsorganisationer i form av studiesociala föreningar.

#### JURA - Jönköping University Rowing Association
JURA är Jönköping Universitys roddklubb och representerar skolan i olika tävlingar runt om i landet och utomlands. Klubben håller till vid Jönköpings Roddsällskap tvärs över Munksjön från campus . 2019 höll JURA i Europeiska studentmästerskapet i rodd.

## Serviceverksamhet
I början av 2000-talet fanns problem mellan studentkåren och kommunen, med hot om nedstängning av studentklubben Akademien men senare blev stora delar av studentkårens verksamhet IQ-certifierad av Systembolaget, däribland studentklubben.
I början av 2010-talet väcktes debatt i Jönköping kring huruvida det var rätt för studentkåren att drogtesta sina anställda[källa behövs]. Dåvarande chef för verksamheten menade att det var viktigt. Det skulle dock dröja till årsmötet 2019 innan studentkåren kom att införa en överskridande drogpolicy för hela verksamheten. Efter den nya stadgereformen har kårstyrelsen rätt att kräva att en anställd, volontär eller avorderad testas för droger om misstanke finns för drogbruk (inklusive alkoholförtäring) i tjänst. Periodiska tester för klubbanställda har dock förekommit tidigare.